# タテヨコ企画
タテヨコ企画（たてよこきかく）は1999年2月に横田修（作・演出・美術）と舘智子（俳優）の2人で結成された日本の劇団。2人の名前から「タテヨコ企画」と命名。
1999年の旗揚げ公演から2001年までは東京のみで公演を行っていたが、2002年以降は都外公演も行う。また、ギャラリー、幼稚園、大学構内、旧木造映画館等で、その空間を活かした上演を行うこともある。

## 所属メンバー
- 横田修（主宰・劇作家・演出家）
- 舘智子（主宰・俳優）
- ちゅうり（俳優）
- 好宮温太郎（俳優）
- 青木シシャモ（俳優）
- 鶴川春男（俳優）
- 市橋朝子（俳優）
- 服部健太郎（俳優）
- 舘野完（俳優）
- 西山竜一（俳優）
- 大塚あかね（俳優）
- 久行しのぶ（俳優）
- 向原徹（俳優）
- 遊佐絵里（俳優）

## 上演歴
- 第1回公演『となりの部屋』高円寺明石スタジオ〔杉並区〕（1999年10月）
- 第2回公演『風にゆれる、じっと見てる。』こまばアゴラ劇場〔目黒区〕（2000年9月）
- 第3回公演『測量』こまばアゴラ劇場（2001年6月）
- 第4回公演『宇宙ノ正体』こまばアゴラ劇場（2001年12月）
- 第5回公演 タテヨコ企画29.8333…『そのときどきによって』ギャラリ・カタカタ〔経堂〕(2002年6-7月)
- 第6回公演『風にゆれる、じっと見てる。』つくばカピオホール〔茨城県〕／みどり会館〔山口県〕／こまばアゴラ劇場(2002年9-11月)
- 第7回公演『あおみず』こまばアゴラ劇場(2003年6月)
- 第8回公演 タテヨコ企画28.6 『夏が来ない』みどり会館／ギャラリ・カタカタ(2003年10-11月)
- 第9回公演『そのときどきによって』 PRUNUS HALL 2F〔桜美林大学構内〕(2004年5月)
- 第10回公演『宇宙の正体 番外編』 みどり会館／アトリエ春風舎〔板橋区〕(2004年10-11月)
- 第11回公演『すくすく』 文化教養学園〔江東区〕(2005年6-7月)
- 新人公演『 まつりのあとのまつり 』 芸能花伝舎〔新宿区〕(2005年11月)
- 第12回公演『春のズボンと秋のブラシ』下北沢駅前劇場〔世田谷区〕(2006年3-4月)
- 第13回公演『フラミンゴの夢』ワンズスタジオ〔豊島区〕(2006年11月)
- 第14回公演『ムラムラギッチョンチョン』下北沢駅前劇場／PRUNUS HALL(2007年6月)
- 第15回公演『カタカタ祭り』ギャラリ・カタカタ(2007年10-11月)

※『うそつきと呼ばないで』演出：横田修（日本劇作家協会新人戯曲賞一次選考通過作品）／『そのときどきによって』演出：片山雄一(NEVER LOSE)／『夏が来ない』演出：小池竹見(双数姉妹)の3本を日替わり上演。第14回 BeSeTo演劇祭参加作品。
- T★1（ティー・ワン）演劇グランプリ参加『宇宙ノ正体 メロス編』お台場SHOW-GEKI城（2008年12月）
- 第16回公演『月の平均台』下北沢駅前劇場（2008年5-6月）
- 第17回公演『アメフラシザンザカ』下北沢駅前劇場（2009年1月）

## 上演予定
- 第18回公演『夜まで待てない』ギャラリー悠玄（2009年5月13日（水） - 17日（日））
- 第19回公演『（タイトル未定）』吉祥寺シアター（2009年12月）

※第17回 - 第19回公演は「10周年記念公演」として上演

## 交流ある集団
- 劇団一の会
- KAKUTA
- 危婦人
- 散歩道楽
- 青年団
- 双数姉妹
- 東京タンバリン
- NEVER LOSE